# Петко Маджаров
Петко Иванов Маджаров е български революционер, деен участник в борбата за освобождението на Добруджа.

## Дейност
Участва във ВДРО от 1924 до 1939 г. Действа в четата, създадена от Слави Алексиев и Стефан Боздуганов. Участва в сражения на бойната група с румънска редовна войска, въоръжени банди и жандармерия, които тормозят българското население. Събира сведения от военен и стопански характер и участва в мероприятията за поддържането на духа на българите в Добруджа.
В сраженията, в които са давани жертви, е участвал:
- в битката при Сарсанлар, където загиват Иван Господинов и Ангел Иванов – с румънска войска;
- в битката при Старо село, Тутраканско, където ликвидират шефа на румънската жандармерия;
- в битката при селата Балтаджи – Еникьой и при Цар Асен, Силистренско, където раняват Белчо Николов и др.

Действа и в групата, доставила взрива за ликвидирането на Йон Патони – убиецът на българския сенатор в Добрич.
Предложен за награда с народна пенсия през 1943 г.